# Игроки (фильм, 2012)
«Игроки» (англ. Players) — фильм 2012 года режиссёров Аббас и Мастан Бурмавалла. В фильме собран звездный актёрский ансамбль, в главных ролях Абхишек Баччан, Бипаша Басу, Сонам Капур, Нил Нитин Мукеш, Бобби Деол, Сикандер Кхер и Вячеслав Разбегаев. Трейлер был показан 3 ноября 2011 года, и фильм был выпущен 6 января 2012 года. Это официальный ремейк на голливудский блокбастер 2003 года, — «Ограбление по-итальянски», который в свою очередь является ремейком британского фильма 1969 года с Майклом Кейном в главной роли, хотя в то же время основная сюжетная линия значительно отличается от версии 2003 года, делая героев и события совершенно разными.
Съемки фильма проходили в различных местах, таких, как Новая Зеландия, Россия и даже Северный полюс, став первой в истории Болливуда картиной, снятой там.

## Сюжет
В 1917 году в самый разгар первой мировой войны Румыния отправляет свой золотой запас в Российскую империю, теперь пришло время вернуть золото обратно. Группа лучших индийских воров — специалистов в различных отраслях решили провернуть лучшее ограбление века.

## В ролях
| Актёр              | Роль                                    |
| ------------------ | --------------------------------------- |
| Абхишек Баччан     | Чарли Махаренас                         |
| Бипаша Басу        | Рия                                     |
| Нил Нитин Мукеш    | Паук                                    |
| Сонам Капур        | Наина Бриганза                          |
| Винод Кханна       | Виктор Бриганза                         |
| Вячеслав Разбегаев | Российский генерал-майор Дмитрий Егоров |
| Бобби Деол         | Ронни                                   |
| Оми Вайдя          | Санни                                   |
| Сикандер Кхер      | Билал                                   |
| Швета Бхардвай     | Шейла                                   |

## Съемки

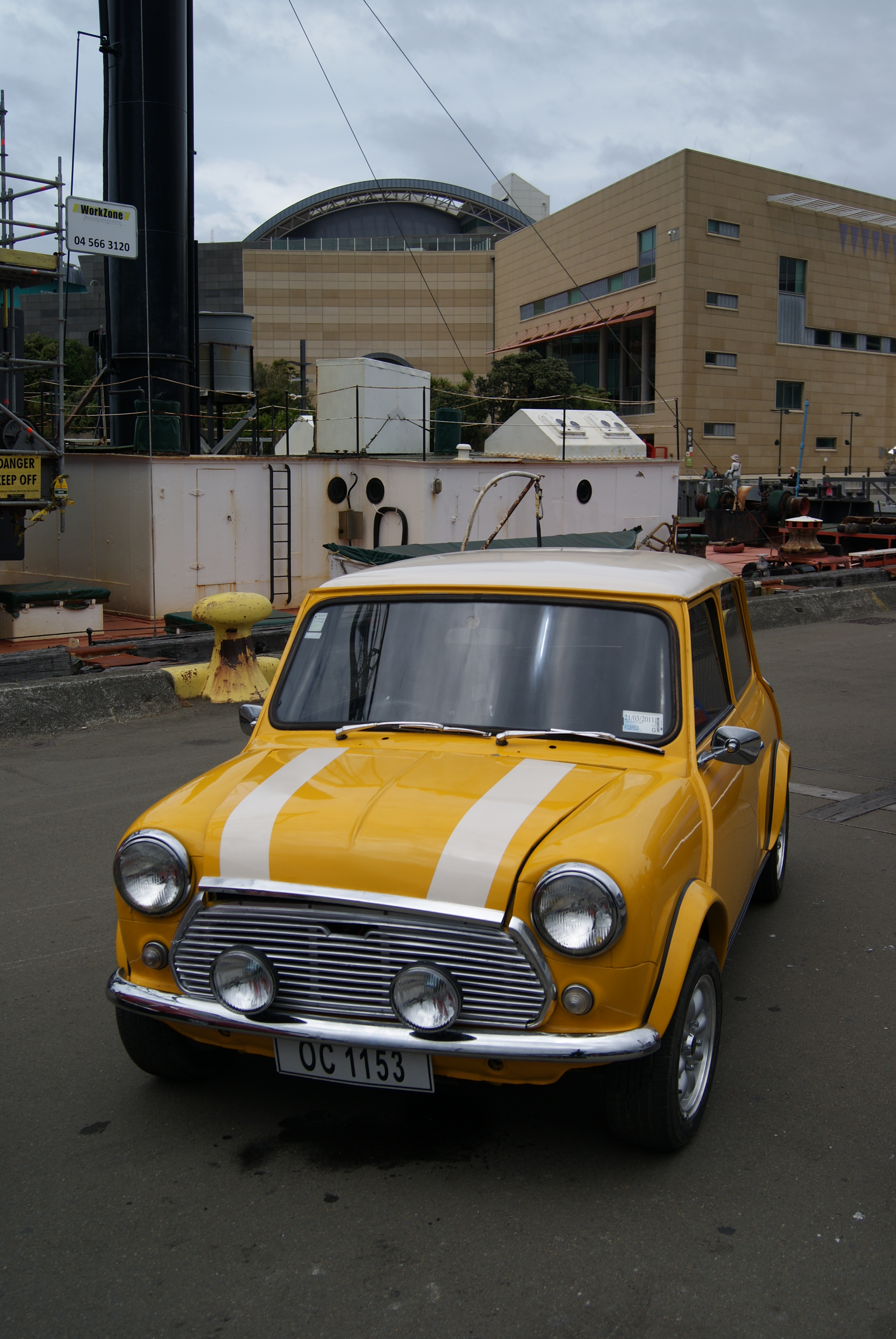
Один из трех Mini участвовавших в съемке, (в фильме за рулем была Сонам Капур) в Веллингтоне, Новая Зеландия

Съёмки прошли в 3 этапа. Первый этап начался в Индии 9 ноября 2010 года и продолжался вплоть до конца декабря. Песня «Buddhi Do Bhagwaan» была снята в Гоа на пляже Мирамар.
Второй этап начался с середины января 2011 года, в городах Новой Зеландии Веллингтон и Окленд.
Третий этап съёмок, который был самым длинным, начался в апреле 2011 года в районах Сибири, Санкт-Петербурге и Мурманске. Сцены с ограблением поездов снимались под Мурманском.